# محمد سليم رشدان
محمد سليم رَشدان (1921 - قبل 2004) شاعر أردني. ولد في مدينة السلط. حصل على شهادة الماجستير في الأدب واللّغات العّامية. عمل مدرّسًا للّغة العربية في فلسطين، والعراق وسوريا والأردن وتقلّب في عدّة وظائف في التوجية التربوي. أشرف على تحرير مجلّة رسالة المعلم وأنشأ مجلة أرض الإسراء وتولّى إدارتها نحو عشرة أعوام. كان يجيّد الإنكليزية والفارسيّة. له دواوين شعرية ومجموعات قصصية ومؤلفات عدة وكتب مترجمة عن الفارسية والإنكليزية. تاريخ وفاته غير معلوم لكنه قبل 2004. 

## سيرته
ولد محمد سليم رشدان سنة 1921 أو يقال في 1918 في مدينة السلط. درس في الجامعة الأمريكية في بيروت، ومعهد الدراسات الشرقية في القدس، ونال بشهادة الماجستير في الأدب واللغات السامية.

عمل مدرسًا للغة العربية في فلسطين والعراق ودمشق وعمّان ثم تقلّب في عدة وظائف شملت التوجية التربوي، ورئاسة عدة أقسام، والإشراف على تحرير مجلة رسالة المعلم.

أنشأ مجلة أرض الإسراء وتولى إدارتها من 1975 حتى 1984 بتوجيه المؤتمر الإسلامي في عمّان. أتقن التكلم والكتابة باللغتين الإنجليزية والفارسية. كتب قصص وتمثليات نشر بعضها وأذيع بعضها الآخر وله أشعار.

## حياته الشخصية
تزوج من ربيحه محمد فياض السلطي، ام هشام، التي توفيت في 18 مايو 2004 ولهما 3 أبناء و 3 بنات. 

## جوائز
حصل على وسام المعلم من الأردن 1975 ووسام الدولة الإندونسية 1980.

## مؤلفاته
- همس الذكريات، ديوان شعر، 1966
- في ظلال النبوة مواقف خالدة ومسارح بطولات بين ثنايا، قصص، 1952
- أساطير فارسية، ترجمة، 1954
- قصص مختارة من الأدب الفارسي، 1954
- قصص مختارة عن الإنجليزية، ترجمة، 1954
- بطولات من تاريخنا
- المساعد في الإعراب
- المنهل في اللغة والأدب
- أيامنا الخالدات في قصص من التاريخ : صفحات مشرقة ومواقف مشهودة ومسارح و بطولات من تاريخنا الطويل، 1975

## وصلات خارجية
- في موقع أرشيف المجلات، وصلة أخرى